# Ecsenius oculatus
Ecsenius oculatus är en fiskart som beskrevs av Springer, 1988. Ecsenius oculatus ingår i släktet Ecsenius och familjen Blenniidae. Inga underarter finns listade i Catalogue of Life.